# 红磷
紅磷是磷的一種同素異形體，因呈紅色而得名。
把白磷加熱至 250°C 或暴露於陽光下一段時間即可獲得紅磷。紅磷的結構屬多分子不規則排列。

## 性质
红磷易燃，燃烧生成五氧化二磷。
红磷可以和乙醇钾在有机溶剂中反应，得到多磷阴离子。

## 用途

### 红磷-碘
红磷和碘可用作三碘化磷的替代物用于有机物的碘化反应，例如将醇转化为相应的碘代烃：
R-OH —P, I2→ R-I
这一试剂也是有机合成中常用的还原剂，如用于羰基、磺酰氯还原。

### 制备磷化物
磷和金属化合物，可以得到金属磷化物。